# Prix June Foray
Le prix June Foray est un prix décerné par un jury en reconnaissance aux personnes ayant eu un impact significatif et bienveillant ou caritatif dans l'art et l'industrie de l'animation. Ce prix est attribué lors des remises des récompenses des Annie Awards annuels par l'association internationale du film d'animation (ASIFA). Créé en 1995, ce prix est nommé en l'honneur de la doubleuse de voix américaine : June Foray (1917-2017).

## Récompensés
| Année | Édition Annie Awards | Récipiendaires                               |
| ----- | -------------------- | -------------------------------------------- |
| 1995  | 24e                  | June Foray                                   |
| 1996  | 25e                  | Bill Littlejohn (en) et Fini Littlejohn (de) |
| 1997  | 26e                  | Phyllis Craig                                |
| 1998  | 27e                  | Antran Manoogian                             |
| 1999  | 28e                  | Dave Master                                  |
| 2001  | 29e                  | Linda Simensky (en)                          |
| 2002  | 30e                  | Leonard Maltin                               |
| 2003  | 31e                  | Girard R. Miller                             |
| 2004  | 32e                  | Martha Sigall (en)                           |
| 2005  | 33e                  | Bill Moritz                                  |
| 2006  | 34e                  | Mark Kausler                                 |
| 2007  | 35e                  | Stephen Worth (en)                           |
| 2008  | 36e                  | Jerry Beck (en)                              |
| 2009  | 37e                  | Bill Turner                                  |
| 2010  | 38e                  | Tom Sito                                     |
| 2011  | 39e                  | Ross Iwamoto                                 |
| 2012  | 40e                  | Art Leonardi                                 |
| 2013  | 41e                  | Howard Green                                 |
| 2014  | 42e                  | Alice Davis (en)                             |
| 2015  | 43e                  | Charles Solomon                              |
| 2016  | 44e                  | Don Hahn                                     |
| 2017  | 45e                  | Bill et Sue Kroyer                           |
| 2018  | 46e                  | Didier Ghez                                  |
| 2019  | 47e                  | Adam Burke                                   |
| 2020  | 48e                  | Daisuke Tsutsumi (en)                        |
| 2021  | 49e                  | Renzo et Sayoko Kinoshita                    |
| 2022  | 50e                  | Mindy Johnson,                               |

## Sources et références
Source
- (en) Cet article est partiellement ou en totalité issu de l’article de Wikipédia en anglais intitulé « June Foray Award » (voir la liste des auteurs).

Références
1. ↑  (en) « Annie Awards: June Foray Award », sur Internet Movie Database (IMDb) (consulté le 2 février 2023).
2. ↑  (en) « Annie Awards: June Foray Award (1996) », sur IMDb (consulté le 2 février 2023).
3. ↑  (en) « Disney Legend Alice Davis was honored with the June Foray award », sur D23 (Disney), 3 février 2014 (consulté le 2 février 2023).
4. ↑  (en) David Derks, « 44th Annie Awards: A Star-Studded Celebration », sur ASIFA-Hollywood (en), 6 février 2017 (consulté le 2 février 2023).
5. ↑  (en) [vidéo] ASIFA-Hollywood, « Annie Awards 2018: The June Foray Award, Didier Ghez », sur YouTube  (consulté le 2 février 2023).
6. ↑  (en) « Juried award recipients announced for the 48th annual Annie awards », sur (en) Keyframe, 21 décembre 2020 (consulté le 2 février 2023).
7. ↑  (en) Steve Pond (d) , « Guillermo del Toro's Pinocchio Leads Annie Award Nominations », sur The Wrap, 17 janvier 2023 (consulté le 2 février 2023).
8. ↑  (en) « Annie awards nominations announced today! », sur PR Newswire, 17 janvier 2023 (consulté le 2 février 2023).